# Casa Sal y Rosas
La casa Sal y Rosas es un edificio de estilo ecléctico ubicado en el Paseo Colón de Lima (Perú). 

## Historia
Diseñada en 1912 por Víctor Mora, fue inaugurada cinco años después. Debe su nombre a Francisco Sal y Rosas Valega, uno de sus propietarios, cuya viuda, Ignacia Rodulfo López Gallo, heredó la casa. En este lugar casaron la dueña con el general César Canevaro, héroe de la guerra del Pacífico.

## Descripción
De distribución simétrica respetuosa con el estilo academicista de la época, su diseño combina detalles de Art Noveau en sus dos primeras plantas y se corona con un tercero piso en forma de galería totalmente abierta de estilo neogótico veneciano. El interior continua presentando detalles modernistas, como el diseño de los vitrales, las ventanas, las puertas, y las barandas de hierro.
Su primera planta tiene espacios destinados al comercio. La puerta principal, que da a la esquina del Paseo Colón con el jirón Washington, antecede a un pequeño vestíbulo con una gran escalera de mármol que comunica con el gran hall de la segunda planta donde se distribuyen los diferentes ambientes del edificio. Destaca una farola diseñada con vitrales que ilumina el espacio.